# Bathypogon unicinatus
Bathypogon unicinatus là một loài ruồi trong họ Asilidae. Bathypogon unicinatus được Hull miêu tả năm 1956. Loài này phân bố ở miền Australasia.